# Liste der Bischöfe von Dunkeld
Die folgenden Personen waren Äbte und Bischöfe von Dunkeld (Schottland):

## Äbte von Dunkeld
- † 865 Tuathal (prim-epscop Fortrenn)
- † 873 Flaithbertach
- † 965 Dunchad
- † 1045 Crinan
- ca. 1097 Ethelred (Sohn von König Máel Coluim III.)

## Bischöfe von Dunkeld
- ca. x 1114–1131 x Cormac
- ca. 1138–1139 Johannes von Atholl (eigentlich nur Bischof von Atholl)
- ca. x 1147–1169 Gregory[Anm. 1]
- 1170–1178 Richard of the Provender (I)
- 1178 Walter de Bidun (Elekt)
- 1183–1203 John the Scot
- 1203–1210 Richard of the Provender (II)
- 1211–1214 John of Leicester
- 1214–1229/30 Hugh de Sigillo
- 1229/30–1230 Matthew Scot (Elekt)
- 1229 × 1230–1236 Gilbert
- 1236–1249 Geoffrey of the Liverance
- 1250–1272 Richard of Inverkeithing
- 1273–1283 Robert de Stuteville
- 1283 Hugo II. de Strivelyn (Elekt)
- 1283–1287 × 1288 William
- 1288–1309 Matthew of Crambeth
  - 1309–1311 John Lech (Gegenbischof) (auch Erzbischof von Dublin)
- 1309–1337 William Sinclair
- 1337 × 1338–1338 × 1342 Maol Choluim de Innerpeffray (Elekt)
- 1337 × 1344–1347 Richard de Pilmuir
- 1347 × 1348 Robert de Den (Elekt)
- 1347–1355 Donnchadh de Strathearn
- 1355–1370 John Luce
- 1370 × 1371 John de Carrick (Elekt)
- 1370–1376 Michael de Monymusk
- 1377 Andrew Umfray (Elekt)
- 1378–1390 John de Peebles (Peblys)
  - 1379 Robert de Derling (Gegenbischof)
  - 1390 Nicholas Duffield (Gegenbischof)
- 1391–1395 × 1398 Robert Sinclair (vorher Bischof von Orkney)
- 1398–1437 Robert de Cardeny
- 1430 William Gunwardby
- 1437–1440 Domhnall MacNeachdainn (nicht bestätigt)
- 1437–1440 Jakob Kennedy (danach Bischof von St. Andrews)
- Mai–Oktober 1440 Alexander Lauder (Elekt)
- 1440–1460 Thomas Livingston (Titularbischof)
- 1441–1447 James Bruce (auch Bischof von Glasgow)
- 1447 William Turnbull (Elekt)
- 1447–1451 John de Ralston
- 1452–1475 Thomas Lauder
- 1475–1483 James Livingston
- 1483–1485 Alexander Inglis (Elekt)
- 1483–1515 George Brown
- 1515–1516 Andrew Stewart (Elekt) (danach Bischof von Caithness)
- 1515–1522 Gavin Douglas
- 1524–1526 Robert Cockburn (vorher Bischof von Ross)
- 1526–1544 George Crichton
- 1544–1549 John Hamilton (vorher Abt von Paisley, danach Erzbischof von St Andrews)
- 1549–1553 × 1554 Donald Campbell
- 1544/1554–1571 Robert Crichton
- 1571–1576 × 1584 James Paton (Titularbischof)
- 1584–1585 Robert Crichton (Titularbischof)
- 1585–1607 Peter Rollock (Titularbischof)
- 1607 James Nicolson (Titularbischof)
- 1607–1638 Alexander Lindsay
- 1638–1661 Bistum abgeschafft
- 1662–1665 George Haliburton
- 1665–1676 Henry Guthrie
- 1677–1679 William Lindsay
- 1679–1686 Andrew Bruce
- 1686–1689 John Hamilton
- Bistum abgeschafft

## Bischöfe derScottish Episcopal Church
- 1717 Thomas Rattray
- 1743 John Alexander
- 1776? Charles Rose
- 1792 Jonathan Watson
- 1808 Patrick Torry
- 1842 Diözese vereint mit St Andrews

## Bischöfe von Dunkeld der römisch-katholischen Kirche
- 1878–1887 George Rigg
- 1890–1900 James Smith (auch Erzbischof von Saint Andrews und Edinburgh)
- 1901–1912 Angus MacFarlane
- 1913–1914 Robert Fraser
- 1914–1949 John Toner
  - 1939–1944 James Maguire als Koadjutor
  - 1946–1949 James Donald Scanlan als Koadjutor
- 1949–1955 James Donald Scanlan (auch Bischof von Motherwell)
- 1955–1981 William Andrew Hart
- 1981–2012 Vincent Paul Logan
- 2013–2022 Stephen Robson
  - 2024 Martin Chambers (vor der Bischofsweihe verstorben)
- seit 2024 Andrew McKenzie